# Nilsko-saharski narodi
Istočnosudanski narodi (Nilsko-saharski narodi), porodica crnačkih naroda iz istočne Afrike koja je prema Westermannu (1911) dio veće Sudanske porodice. Rasno su najsrodniji Zapadnosudanskim narodima, u novije vrijeme nazivanim Nigersko-kongoanskim (Niger-Congo peoples). Istočnosudanski crnci poznati su po visokom stasu a glavna kulturna značajka su im nomadsko stočarstvo. Još negdje 9,000 godina pr. Kr. Istočnosudanski crnci pripitomili su dugorogo govedo a danas posjeduju velika krda ovih životinja. Stoka je mjerilo bogatstva, a njezino mlijeko često se pije pomiješano s krvlju životinje.
Narodi ove porodice govore stotinjak jezika, a jezikoslovci je u suvremeno vrijeme dijele na više ogranaka.
Jezicima ove porodice služi se oko 27,000,000 ljudi od malija do Etiopije, i od južnog Egipta do Tanzanije. 
Naziv Nilsko-saharska jezična porodica, ime je koje je 1963. uveo Joseph H. Greenberg.

## Klasifikacija
- Didinga-Murle (Surmi)
- Fur plemena žive u Darfuru.
- Niloti, ovi narodi govore nilotskim jezicima i imaju kojih 14,000,000 govornika u područu rijeke Nil.
- Nubijski narodi (Nuba) žive duž Nila u Egiptu i Sudanu.
- Saharski narodi najzastupljeniji su od Kanura s 4,500,000 govornika u sjeveroistočnoj Nigeriji i susjednom Čadu.
- Songhai imaju preko 2,000,000 govornika u Maliju i Nigeru.
- Srednjosudanski narodi i jezici rašireni su kroz južni Čad i Sudan i sjeveroistočni Kongo (Kinšasa).

## Vanjske poveznice
- Grzegorz Jagodziński, The History of the Settling of Africa  Arhivirana inačica izvorne stranice od 15. veljače 2009. (Wayback Machine)
- The Nilo-Saharan Family